# Le Pin-Murelet
Le Pin-Murelet – miejscowość i gmina we Francji, w regionie Oksytania, w departamencie Górna Garonna.
Według danych na rok 1990 gminę zamieszkiwało 149 osób, a gęstość zaludnienia wynosiła 12 osób/km² (wśród 3020 gmin regionu Midi-Pireneje Le Pin-Murelet plasuje się na 914. miejscu pod względem liczby ludności, natomiast pod względem powierzchni na miejscu 922.).